# Matador (tv-serie)
 For alternative betydninger, se Matador. (Se også artikler, som begynder med Matador)
Matador er en dansk tv-serie i 24 afsnit produceret i 1978-1981. Den er instrueret af Erik Balling efter en idé af Lise Nørgaard, der sammen med Paul Hammerich, Karen Smith og Jens Louis Petersen skrev manuskriptet, mens tegneren Arne Ungermann stod for de vignetter, der indleder og afslutter hvert af de 24 afsnit. Seriens musikalske tema er komponeret af Bent Fabricius-Bjerre.
Serien følger livet i en dansk provinsby fra 1929 til 1947. Hovedpersonen Mads Andersen-Skjern kommer i 1929 som handelsrejsende til den søvnige stationsby Korsbæk. Han opfatter hurtigt, at byens næringsliv stagnerer og grundlægger en tøjforretning, der udkonkurrerer byens enerådende Damernes Magasin.
Serien tegner et portræt af tiden under 1930'ernes depression og Danmark under besættelsen. Seeren følger familiernes liv og får samtidig en ganske præcis beskrivelse af tiden. Inspirationen fra for eksempel den engelske tv-serie Herskab og tjenestefolk er tydelig, men serien er alligevel meget dansk i sit udtryk og blev en stor succes bl.a. på grund af fine præstationer af en række af landets bedste skuespillere. Mange af de medvirkende måtte i årevis finde sig i at blive identificeret med den rolle, de havde i Matador.

## Handling
Mads Skjern har åbnet en tøjforretning i provinsbyen Korsbæk, men møder modstand fra byens fine gamle familier, primært familien Varnæs. Bankdirektør Hans Christian Varnæs nægter at låne Mads Skjern kapital for at beskytte sin ven og ejeren af den gamle tøjforretning Damernes Magasin, Albert Arnesen. Mads Skjern har dog andre ressourcer, og det lykkes ham hurtigt at udkonkurrere Damernes Magasin ved skarp og kompetent forretningsdrift. Med tiden udvikler han sig til at blive en af de mest betydningsfulde skikkelser i Korsbæks samfundsmæssige udvikling. Det er dog stadig ikke alle i byen der ser alle tiltag som en positiv udvikling.
Omkring denne hovedhistorie følger vi livet hos høj og lav i Korsbæk. Der er grisehandler Oluf Larsen, der bliver Mads Skjerns svigerfar, tjener Boldt, der på Jernbanerestauranten serverer for stamgæsterne, der ud over grisehandleren består af kommunisten Lauritz "Røde" Jensen og maleren Frede "Fede" Hansen. Vi følger tjenestefolkene hos familien Varnæs; den tro kokkepige Laura og den ambitiøse Agnes, der ender med at eje sin egen virksomhed – og blive ansat hos Skjern. Der er romancen mellem Kristen Skjern og Elisabeth Friis (Maude Varnæs' søster), og i alle husene og på tværs af sociale skel og ven- og fjendskaber aflægger dr. Hansen sine sygebesøg. Hertil en masse roller, der alle har deres historie. Da det blev klart, at serien skulle fortsætte efter de første 6 afsnit, blev serien udbygget med forholdet mellem "Røde" og Agnes, således at den kunne tilføjes et nuanceret billede af arbejderklassen.

## Baggrund
Historien om to familier i en provinsby var oprindeligt stof til en roman, som Lise Nørgaard ikke kunne finde tid til at færdiggøre. DR var på udkig efter en afløser til Huset på Christianshavn, og ved Erik Ballings mellemkomst blev projektet nævnt for den nye chef for DR's underholdningsafdeling, Jørgen Ifversen, der så et potentiale. Der var kun planlagt seks episoder, hvor hver episode skulle spænde over et årti, men efter at Balling og Ifversen havde læst synopsen til første episode, mente de, at der var rigeligt stof til seks episoder i den alene.
Oprindeligt var det planen, at serien skulle have samme forfatterteam som Huset på Christianshavn, hvilket dog viste sig at være besværligt at gennemføre. Modsat arketyperne i Huset på Christianshavn udviklede personerne i Matador sig i løbet af serien, og kun Lise Nørgaard havde en klar forestilling om, hvilken retning serien skulle tage. Hun har selv udtalt, at den skulle vise "rigtige mennesker", hvis liv påvirkes af "overgangen fra bonde- og håndværkersamfundet til industrisamfundet, som for alvor slog igennem i mellemkrigsårene" Det blev derfor i høj grad Lise Nørgaard, der som hovedforfatter sørgede for, at alle manuskripter var i overensstemmelse med hendes forestilling om personerne og sammen med Balling rettede medforfatternes bidrag til. Nørgaard omskrev store dele af de øvriges manuskripter for at få en ensartet sprogtone og troværdige replikker. Lise Nørgaard var særlig kritisk overfor Hammerichs afsnit, som hun har omtalt som "uden hverken hoved og hale",, men krediterede ham dog for det store arbejde, det var at udarbejde en komplet rolleliste og en oversigt over de væsentligste danske og internationale begivenheder i perioden. Jens Louis Petersen savnede ved sin gennemlæsning af synopsen en kritisk kommenterende person, der ikke var involveret i konflikterne, og således blev Doktor Louis Hansen en del af personkredsen. Dette indfriede samtidig Erik Ballings ønske om at finde en passende rolle til Ove Sprogøe.

### Inspiration
Lise Nørgaard byggede sine figurer på iagttagelser af sine omgivelser, men har udtalt, at de fleste er fiktive personer, som blot er inspireret af personer og begivenheder. Derfor var hun irriteret over ofte at blive stillet spørgsmålet: "Hvem er det i virkeligheden". Hun voksede op i et grossererhjem i Roskilde og skabte Mads Skjern på baggrund af hendes fars store respekt for handelsrejsende, som ofte blev behandlet dårligt af andre handlende i byen. Roskilde Bank har været nævnt som hendes inspiration til Varnæs' Korsbæk Bank.
Anden inspiration kommer fra Nørgaards tid som journalistelev og journalist i den sjællandske provins.
Som 18-årig journalistelev på Roskilde Dagblad oplevede hun at indtægter fra årlige basarer, der skulle have været brugt på et opholdssted for "kirtelsvage" børn, blev brugt på en strandkirke, efter at sommerhusejere ved hendes forældres strand havde protesteret over at skulle være naboer til opholdsstedet. Denne sag brugte Lise Nørgaard i ændret form i 16. episode, Lauras store dag, hvor Korsbæks socialdemokratiske borgmester foreslår en folkepark ved de velstillede familiers sommerhusområde.
Dr. Hansens kronik i Politiken om forurening i Korsbæk Fjord var inspireret af en kronik af virkelighedens Margrete Glud, der virkede som kredslæge i Roskilde, da Nørgaard var barn. Glud havde skrevet kronikken i Politiken om sundhedsfaren i Roskilde Fjord. Matadors replik: "Det er en dårlig fugl, der tilsviner sine egen rede," som Nørgaard lader rette mod dr. Hansen, var taget fra responset til Glud fra virkelighedens myndigheder.
Et par personer var direkte inspireret af virkeligheden: Forstanderinden på Regitzes husholdningsskole er modeleret over forstanderinden på virkelighedens Sorø Husholdningsskole, hvor Nørgaard gik, da hun var sytten år. Inspirationen til Varnæs' barneplejerske, frøken Hollenberg ("Av, min arm"), var hentet fra en barnepige, der var ansat hos Nørgaard.
To "yderst krævende" fruer fra Roskilde, der var arbejdsgivere for tjenestepigen Anna Larsen, kom til at virke som modeller for to fruer i Matador.
Oprindelig havde Nørgaard brugt navnet Lillehavn i sit oplæg, men Hammerich foreslog i et brev til Balling at ombenævne byen Korsbæk, der er en sammentrækning af Korsør og Holbæk. Ved en tredje sjællandsk by, Præstø, ligger halvøen Feddet, der kan have været inspiration til sommerhusområdet af samme navn i Matador.
Bertolt Brecht er nævnt som inspiration til figuren Herbert Schmidt, den tyske digter og politiske flygtning. Nørgaard har imidlertid udtalt, at det var en jødisk skuespiller og flygtning ved navn Strauss, som hendes søster kendte fra Universitetet, hun baserede figuren på.
Buster Larsens "Det er en tysker"-hundetrick er inspireret af Lise Nørgaards hundeejende morfar, Martin Nielsen, der boede i grænselandet. Nørgaards egen puddelhund under Besættelsen var også trænet til at udføre tricket og kunne gøre lykke med det på restaurant.
Figuren Mads Skjern har stærke lighedspunkter med Skjerns Svendsen i Hans Scherfigs roman Idealister fra 1941.
Ægteparret Albert Arnesen og Victoria "Vicki" Hackel er opkaldt efter den britiske dronning Victoria og prinsgemalen Albert, som var gift 1840-61.

## Casting
Balling havde en grundstamme fra Huset på Christianshavn og Olsen-banden i tankerne til nogle af de centrale roller. For at kunne supplere med dem, han skønnede var de bedste, tog han rundt på teatrene for at få et førstehåndsindtryk af unge talenter. Dette førte blandt andre til engagementerne med Sonja Oppenhagen, Kirsten Olesen, Kurt Ravn og Per Pallesen.
Balling havde det afgørende ord vedrørende rollebesætningen, men rådførte sig med Lise Nørgaard. Sidstnævnte har selv fortalt, at hun foreslog Virkner som Maude og Schwartz som Elisabeth, hvortil Balling svarede, at de begge skulle have en hovedrolle, men den modsatte af det foreslåede.

## Produktion
Matador blev produceret af Nordisk Film.
De første seks afsnit havde et budget på omkring 3 millioner kroner til produktionen som Nordisk Film skulle have udbetalt fra DR. Budgettet blev betydeligt overskredet, formentlig med ca. en million kr., som Nordisk film måtte dække. DR stod for aflønningen af de medvirkende. Den centrale skuespiller Jørgen Buckhøj, som var højest lønnet af alle medvirkende, modtog i første omgang 240.000 kroner (899.198 DKK omregnet til 2017-niveau) for sin samlede indsats i de 24 afsnit. DR aflønnede efter antallet af replikker (linjebetaling) og Per Pallesen, der medvirkede i 22 afsnit, men havde relativt få replikker fik oprindeligt i alt 90.000 kroner. Den oprindelige aflønning fik nogle af skuespillerne til at klage. Axel Strøbye forhandlede en særaftale, hvor han fik ca. 50% mere, men gav afkald på honorar ved genudsendelser. Han erkendte senere, da serien var genudsendt flere gange, at han havde dummet sig. Arthur Jensen stillede ekstra lønkrav for at fortsætte efter de første 6 afsnit, og dette irriterede Erik Balling i sådan en grad, at han i en telefonsamtale fik Lise Nørgaard til at skrive Jensens rolle, hr. Schwann, ud af serien. Afsnit 12 var hans sidste afsnit. I et senere afsnit omtales han som død.
Optagelserne foregik, mens mange af skuespillerne var med i andre produktioner. Derfor begyndte optagelserne klokken 8 om morgenen og sluttede ca. 11.30, så de medvirkende, der havde teaterroller, kunne passe disse. Jesper Langberg og Holger Juul Hansen var under indspilningen i Jylland, hvor de spillede Indenfor murene. For at nå over til Nordisk Films studier i København til indspilningerne, blev de fragtet i ambulance, hvor de kunne ligge og sove.
Helge Kjærulff-Schmidt var i en periode indlagt på hospitalet, mens optagelserne stod på. Han blev fragtet frem og tilbage mellem hospitalet og optagelserne.
Da DR havde bestilt en fortsættelse af serien efter udsendelsen af de første seks afsnit, udviklede der sig et endnu tættere samarbejde mellem Nørgaard og Balling, mens medforfatterne gled mere i baggrunden. De sidste afsnit skrev Nørgaard alene.
En stor del af interiøret til serien blev købt på auktion, og de forskellige familiers hjem blev indrettet så de afspejlede deres personlighed, værdier og sociale status. Det var Manus Magnusson, der stod for interiørerne.

### Filmlokationer
Visse udendørs scener blev optaget i Gedser, Hillerød, Holte og Køge.
Således fungerede en privatejet ejendom på Dronninggårds Allé 80A/B i Holte som Skjern-familiens bolig. En anden privat villa i udkanten af Holte blev brugt som godset Brydesø. På Azaleavej på Frederiksberg ligger et hus, som blev brugt til en scene under befrielsen, hvor der bliver knust en rude.
Interiøret i Odd Fellow Palæet i Frederiksstaden, København blev brugt til at filme danse- og mødesalen i de første seks afsnit af serien. Herefter blev der opført en kopi af rummet i Nordisk Films studier til at filme de øvrige sæsoner. Eksteriøret til Postgaarden blev filmet i Ringsted på Hotel Postgården.
Sankt Nicolai Kirke i Køge blev benyttet som Korsbæks Vor Frue kirke og Gedser Station som Korsbæk Station. Skævinge Station blev dog også brugt som Korsbæk Station i afsnit 15.
En bygning på Torvet 19 i Køge blev brugt til foderstofforretningen, hvor Holger får arbejde i afsnit 6. Kirkestræde 6 i Køge blev brugt til lejligheden som Agnes og Røde får. Hvide Bro over Køge Å i Køge blev brugt i flere scener bl.a. hvor Møhgerne ser Kristen Skjern og Elisabeth Friis gå sammen, og hvor en deprimeret Hr. Schwann snakker med Violet Vinter.
Ved Hillerød Politistation optoges scener for Korsbæk rådhus, mens grisehandler Larsens hus var en gård i Hedehusene.
Scenen hvor Agnes søn Aksel falder i dammen blev optaget ved gadekæret i Store Magleby på Amager.
Indretningen af Skjerns Magasin blev inspireret af en gammel tøjbbutik i Nærum, og samme butik blev senere brugt af komikerkvartettet Ørkenens Sønner til at indspille deres parodi på Matador kaldet Metadon.
Scenen hvor Laura får sin medalje for 25 års tro tjeneste er optaget i og udenfor Holmens Kirke i København.
En gård, Stenrødgård, på Ermelundsstien i Lyngby nord for københavn blev brugt som baggrund til scenen, hvor Mads fortæller sin bror Kresten Skjern om anlæggelsen af en fabrik med ved siden af jernbanen, der er Nærumbanen.

### Musik
Temaet til Matador, der spilles ved hver afsnits intro og afslutning, og som også bruges under selve afsnittene, er komponeret af Bent Fabricius-Bjerre. Klaverstemmen spilles af Elvi Henriksen, der desuden selv medvirker i 11. episode som pianist ved Kagls Teaterselskab.
Ud over de gennemgående temaer indgår der flere musikstykker og sange diegetisk:
Musikken opstår enten ved at rollerne spiller og synger musikken, eller ved at rollerne hører musikken i radioen eller på grammofonplade. Der er tale om datidens musik såvel som tidligere tiders musik, både klassisk og populærmusik. Blandt sangene er "Hot, hot" med Marguerite Viby fra filmen Mille, Marie og mig (1937), "Hvorfor er lykken så lunefuld" med Karen Jønsson fra filmen En fuldendt gentleman (1937) og "Å, jeg er så glad idag" med Ib Schønberg fra filmen Panserbasse (1936).
Af sange fremført af de medvirkende, er for eksempel "Rødes" såkaldte Møjdal-vise. De tre musikanter med tekst af Oskar Hansen og musik af Arnold Ringsted synges også af "Røde" i serien. Sammenhængen den forekommer i er anakronistisk, da virkelighedens sang er fra 1939, mens afsnittet skal forestille at foregå i 1935. I 1935-afsnittet I disse tider danser Ulla og Arnold for på danseskolen til Misses udgave af Julio César Sanders' 1927-tango Adiós muchachos. I sidste afsnit afsynger festselskabet Varnæs' sølvbryllupssang til H.P. Danks melodi Sølvstænk i dit gyldne hår.

#### Elisabeth-motivet
"Elisabeth-motivet", et musikalsk tema der knyttes til rollen Elisabeth Friis, er fra den langsomme sats af Mozarts klaverkoncert nr. 23 i A Dur, KV 488.
I denne sats indleder klaveret solo med motivet, og orkesteret tager over efter 11 takter. Klaverets første fire takter lyder:
Lise Nørgaard har forklaret:
| „ | Den langsomme sats i koncerten jo den, som vi kaldte Elisabeth-motivet, da vi lavede »Matador«. Hver gang det går godt eller sørgeligt for Elisabeth i serien, hører man noget af denne sats, og netop nr. 23 er vel næsten den skønneste af alle dem, Mozart har skrevet. Man kan blive helt andægtig af at høre den. | “ |

Elisabeth-motivet høres blandt andet i første afsnit, "Den rejsende",
hvor man ser Elisabeth Friis spille klaver alene i det varnæske hjem, og som sådan indgår musikken diegetisk. Da orkesteret tager over efter 11 takter, brydes det diegetiske form, og musikken fortsætter som underlægningsmusik, mens Elisabeth Friis rejser sig og går rundt i Varnæs' stue, kigger ud af vinduet og får øje på Daniel Andersen-Skjern, der sidder overfor. Musikken afbrydes, da Maude Varnæs kommer ind ad døren. Efter et klip til en gadescene genoptages musikken diegetisk med Elisabeth ved klaveret, og Maude Varnæs ved bordet i baggrunden. Igen afbrydes musikken af Maude Varnæs, da hun spørger "Hør, Elisabeth. Hvad er der egentlig i vejen med dig?" og den efterfølgende dialog afslører, at Elisabeth har haft et forhold til "Arne", en mand familien ikke anså for et passende parti.
"Elisabeth-motivet" er ikke første gang man ser en præcision mellem handling og musik i et Balling-værk. Få år før indspilningen af Matador havde Olsen-banden ser rødt haft premiere. Det er i denne spillefilm, den klassiske scene fra Det Kongelige Teater forekommer, hvor Olsen-banden benytter Kuhlaus Elverhøjsouverture til deres tyveri. Bent Mejding knytter en yderlig sammenhæng mellem Elverhøjscenen og Elisabeth-motivet: Han spiller rollen som dirigent i Det Kongelige Kapel i Olsen-banden-filmen, mens han i Matador kommer til at kontrastere: I scenen før første afsnits scene med Elisabeth-motivet antyder han Jørgen Varnæs' udenomsægteskabelige københavnske eskapader overfor den uforstående bror Hans Christian. Ved klippet til Elisabeth-motivet hviler kameraet på familiebillederne med Hans Christian Varnæs, før der panoreres til den klaverspillende Elisabeth Friis.
I Den 11. time (afsnit 20) benyttes et andet stykke klassisk musik i et samspil med replikkerne. Johannes Brahms' 1. klavertrio afspilles på Elisabeth Friis pladespiller, mens Kristen Skjern og Friis taler sammen. Musikken skifter karakter i det øjeblik, telefonen ringer med nyheden om frihedskæmperens død.
Det er heller ikke første gang, man ser en langsom sats fra en af Mozarts klaverkoncerter benyttet som underlægningsmusik. Omtrent 10 år før Matador havde Bo Widerberg benyttet den langsomme sats fra nummer 21 i filmen Elvira Madigan.

## Medvirkende
Der findes lister over medvirkende, fx

### Hovedroller
| Rolle                                                                                    | Sæson              | Sæson              | Sæson              | Sæson              |
| Rolle                                                                                    | Sæson 1            | Sæson 2            | Sæson 3            | Sæson 4            |
| ---------------------------------------------------------------------------------------- | ------------------ | ------------------ | ------------------ | ------------------ |
| Mads Skjern                                                                              | Jørgen Buckhøj     | Jørgen Buckhøj     | Jørgen Buckhøj     | Jørgen Buckhøj     |
| Ingeborg Larsen, gift Skjern                                                             | Ghita Nørby        | Ghita Nørby        | Ghita Nørby        | Ghita Nørby        |
| Oluf Larsen, Grisehandler og far til Ingeborg og svigerfar til Mads og gift med Kathrine | Buster Larsen      | Buster Larsen      | Buster Larsen      | Buster Larsen      |
| Hans Christian Varnæs                                                                    | Holger Juul Hansen | Holger Juul Hansen | Holger Juul Hansen | Holger Juul Hansen |
| Maude Varnæs, født Friis                                                                 | Malene Schwartz    | Malene Schwartz    | Malene Schwartz    | Malene Schwartz    |
| Elisabeth Friis, gift Skjern                                                             | Helle Virkner      | Helle Virkner      | Helle Virkner      | Helle Virkner      |

### Tilbagevendende karakterer
| Rolle                           | Sæson              | Sæson              | Sæson               | Sæson                | Karakterbeskrivelse                                  |
| Rolle                           | Sæson 1            | Sæson 2            | Sæson 3             | Sæson 4              | Karakterbeskrivelse                                  |
| ------------------------------- | ------------------ | ------------------ | ------------------- | -------------------- | ---------------------------------------------------- |
| Kristen Skjern                  | Jesper Langberg    | Jesper Langberg    | Jesper Langberg     | Jesper Langberg      | Bankdirektør i Omegnsbanken og bror til Mads         |
| Kathrine Larsen                 | Lily Broberg       | Lily Broberg       | Lily Broberg        | Lily Broberg         | Mor til Ingeborg, gift med Oluf                      |
| Jørgen Varnæs                   | Bent Mejding       | Bent Mejding       | Bent Mejding        | Bent Mejding         | Sagfører og bror til Hans Christian                  |
| Daniel Skjern                   | Kristian Rem       | Jacob Dalgaard     | Jim Erichsen        | Niels Martin Carlsen | Søn af Mads, adopteret af Ingeborg                   |
| Ellen Skjern, gift Lamborg      | Helle Nielsen      | Nynne Ubbe         | Christine Hermansen | Benedikte Dahl       | Datter af Ingeborg og Holger, adopteret af Mads      |
| Ulrik Varnæs                    | Søren Bruun        | Henrik Mortensen   | Jens Arentzen       | Jens Arentzen        | Søn af Maude og Hans Christian                       |
| Regitze Varnæs                  | Nicla Ursin        | Elisabeth Samsø    | Camilla Hammerich   | Camilla Hammerich    | Datter af Maude og Hans Christian                    |
| Agnes Jensen, født Rud          | Kirsten Olesen     | Kirsten Olesen     | Kirsten Olesen      | Kirsten Olesen       | Stuepige hos Varnæs, senere iværksætter              |
| Laura Larsine Sørensen          | Elin Reimer        | Elin Reimer        | Elin Reimer         | Elin Reimer          | Kokkepige hos Varnæs                                 |
| Lauritz "Røde" Jensen           | Kurt Ravn          | Kurt Ravn          | Kurt Ravn           | Kurt Ravn            | Jernbanearbejder og kommunist, senere gift med Agnes |
| Dr. Louis Hansen                | Ove Sprogøe        | Ove Sprogøe        | Ove Sprogøe         | Ove Sprogøe          | Læge i Korsbæk og del af Varnæs' kreds               |
| Fru Fernando Møhge              | Karen Berg         | Karen Berg         | Karen Berg          |                      | Enkefrue og del af Varnæs' kreds                     |
| Misse Møhge, gift Andersen      | Karin Nellemose    | Karin Nellemose    | Karin Nellemose     | Karin Nellemose      | Datter af Fru Fernando Møhge                         |
| Viggo Skjold Hansen             |                    | Axel Strøbye       | Axel Strøbye        | Axel Strøbye         | Sagfører                                             |
| Musse Skjold Hansen             |                    | Birthe Backhausen  | Birthe Backhausen   | Birthe Backhausen    | Gift med Viggo                                       |
| Iben Skjold Hansen, gift Skjern |                    | Ulla Henningsen    | Ulla Henningsen     | Ulla Henningsen      | Datter af Viggo og Musse, senere gift med Kristen    |
| Oberst Hackel                   | Bjørn Watt Boolsen | Bjørn Watt Boolsen | Bjørn Watt Boolsen  |                      | Del af Varnæs' kreds                                 |
| Vicki Hackel, gift Arnesen      | Sonja Oppenhagen   | Sonja Oppenhagen   | Sonja Oppenhagen    | Sonja Oppenhagen     | Datter af Oberst Hackel og frue i Damernes Magasin   |
| Tjener Boldt                    | Per Pallesen       | Per Pallesen       | Per Pallesen        | Per Pallesen         | Ejer af Jernbanerestauranten                         |
| Frede "Fede" Hansen             | Benny Hansen       | Benny Hansen       | Benny Hansen        | Benny Hansen         | Maler og ven til Oluf Larsen og Røde                 |
| Hr. Schwann                     | Arthur Jensen      | Arthur Jensen      |                     |                      | Ekspedient i Damernes Magasin, senere inkassator     |
| Violet Vinter                   | Lis Løwert         | Lis Løwert         | Lis Løwert          | Lis Løwert           | Leder af danseskole                                  |
| Arnold Vinter                   | Esper Hagen        | Esper Hagen        | Esper Hagen         |                      | Ansat i Damernes Magasin, senere Skjern Magasin      |
| Inger Jørgensen                 | Vera Gebuhr        | Vera Gebuhr        | Vera Gebuhr         | Vera Gebuhr          | Ansat i Damernes Magasin                             |
| Hr. Stein                       | John Hahn-Petersen | John Hahn-Petersen | John Hahn-Petersen  | John Hahn-Petersen   | Bogholder i Korsbæk Bank                             |

### Øvrige medvirkende
| Varnæs' omgangskreds - Karl Stegger, konsul Emanuel Holm - Else-Marie Juul Hansen, konsulinde Oda Holm - Ellen Winther Lembourn, Minna Varnæs - Susse Wold, Birgitte 'Gitte' Graa - Morten Grunwald, kunstmaler Ernst Nyborg (afsnit 8) - Finn Storgaard, Gustav Friis - Ditte Maria Norup, Helle Varnæs - Rikke Wølck, Maja Varnæs, Ulriks kone - Preben Mahrt, Albert Arnesen - Helge Kjærulff Schmidt, overlærer Frederik Andersen - Nis Bank-Mikkelsen, Oscar Andersen, nevø til lærer Andersen - Poul Reichhardt, murermester Jacob Jessen - Bodil Udsen, fru murermester Jessen, født Sofie Antonsen (afsnit 22 & 23) - Gerda Gilboe, Frk. Østengram (afsnit 19) Skjerns omgangskreds - Bendt Rothe, baron Carl von Rydtger - Birgitte Federspiel, baronesse Arendse von Rydtger - Jens Christian Milbrat, Erik Skjern - Kirsten Rolffes, faster Anna Andersen-Skjern - John Martinus, Holger Jørgensen, Ingeborg Skjerns ex-mand, Ellens biologiske far - Hardy Rafn, byrådssekretær Godtfred Lund - Tove Maës, Lilly Lund, byrådssekretærens kone - John Schelde, Mogens Lamborg, Ellen Skjerns mand - Inger Stender, Frk. Mose, der tog sig af Daniel Skjern. - Nicholas Farrell, Jim Donaldson, britisk soldat og Daniel Skjerns ven - Lane Lind, Jenny, Iben Skjerns veninde og kørelærerens kone | Ansatte hos Varnæs eller Skjern - Anne Jensen, stuepige Gudrun hos Skjern - Birgitte Bruun, stuepige Ester hos Varnæs/Skjern - Christiane Rohde, barneplejerske frk. Hollenberg hos Varnæs - Karen-Lise Mynster, bankassistent Ulla Jacobsen - Ann Margrethe Schou, kassererske frk. Mortensen i Korsbæk Bank - Joen Bille, Aage Holmdal, volontør i Korsbæk Bank samt Victoria 'Vicki' Hackels elsker - Holger Vistisen, bogholder Christiansen i Omegnsbanken - Christian Steffensen, fuldmægtig Poul Kristensen i Omegnsbanken - Thomas Eje, fuldmægtig Arne Schmidt i Omegnsbanken Andre medvirkende - Ole Andreasen, Resumefortæller - Paul Hüttel, den tyske digter og flygtning Herbert Schmidt - Kirsten Hansen-Møller, Marie Hansen, gift med "Fede" - Hanne Løye, privatskolens forstanderinde Ilona Mikkelsen - Holger Perfort, overtjener Olsen på Postgaarden - Esben Pedersen, Sofus "Betjent" - Lene Brøndum, Agnete Hansen, Arnold Vinters kæreste - Lillian Tillegreen, Ada, Bolts forlovede og medejer af Jernbanerestauranten - Else Petersen, direktrice Frøken Grøn i Damernes Magasin - Casper Bengtson m.f., Axel Jensen, Agnes' og Lauritz' søn - Sebastian Sørensen m.f., Knud Jensen, Agnes' og Lauritz' søn - Arne Hansen, teaterdirektør Hannibal Kagl - Finn Nielsen, cykelhandler N. P. Nielsen - Lisbeth Movin, kammerherreinde Wender - Preben Harris, borgmester Sejersen - Jessie Rindom, Enkefru Munk - Solveig Sundborg, borger i Korsbæk - Ole Thestrup, frihedskæmperen Egil, af typen "de sidste dages hellige" og cykelhandlerens fætter (afsnit 21) - Palle Huld, Olsen, Korn- og foder (afsnit 6) - Lille Palle, harmonikaspillende sanger i Jernbanerestauranten (afsnit 23) - Ib Mossin, Bent Godtfredsen, nazist og Holger Jørgensens kammerat (afsnit 9 & 20) - Sigurd Fitzek (de), officer Sigmund Holtz |

Ole Ernst var oprindeligt tiltænkt rollen som Røde, men hans daværende kontrovers med Danmarks Radio efter en udeblivelse fra tv-optagelser til P.O. Enquists Tribadernes nat førte til at Balling og Nørgaard valgte den da ukendte Kurt Ravn til rollen.

## Afsnit
| Sæson 1 | Titel                     | Periode   | Manuskript                   | Original sendedato |
| ------- | ------------------------- | --------- | ---------------------------- | ------------------ |
| 1.      | Den rejsende              | 1929      | Lise Nørgaard                | 1978               |
| 2.      | Genboen                   | 1929      | Jens Louis Petersen          | 1978               |
| 3.      | Skiftedag                 | 1930      | Karen Smith                  | 1978               |
| 4.      | Skyggetanten              | 1931      | Lise Nørgaard                | 1978               |
| 5.      | Den enes død              | 1932      | Paul Hammerich               | 1978               |
| 6.      | Opmarch                   | 1932      | Lise Nørgaard                | 1978               |
| Sæson 2 | Titel                     | Periode   | Manuskript                   | Original sendedato |
| 7.      | Fødselsdagen              | 1933      | Lise Nørgaard                | 1979               |
| 8.      | Komme fremmede            | 1934      | Karen Smith og Lise Nørgaard | 1979               |
| 9.      | Hen til kommoden          | 1935      | Paul Hammerich               | 1979               |
| 10.     | I disse tider             | 1935      | Lise Nørgaard                | 1979               |
| 11.     | I klemme                  | 1936      | Jens Louis Petersen          | 1979               |
| 12.     | I lyst og nød             | 1936-1937 | Lise Nørgaard                | 1979               |
| Sæson 3 | Titel                     | Periode   | Manuskript                   | Original sendedato |
| 13.     | Et nyt liv                | 1937-1938 | Lise Nørgaard                | 1980               |
| 14.     | Brikkerne                 | 1938-1939 | Lise Nørgaard                | 1980               |
| 15.     | At tænke og tro           | 1939      | Karen Smith                  | 1980               |
| 16.     | Lauras store dag          | 1940      | Lise Nørgaard                | 1980               |
| 17.     | De voksnes rækker         | 1941-1942 | Paul Hammerich               | 1981               |
| 18.     | Hr. Stein                 | 1943      | Lise Nørgaard                | 1981               |
| Sæson 4 | Titel                     | Periode   | Manuskript                   | Original sendedato |
| 19.     | Handel og vandel          | 1944      | Lise Nørgaard                | 1981               |
| 20.     | Den 11. time              | 1945      | Lise Nørgaard                | 1981               |
| 21.     | Vi vil fred her til lands | 1945      | Lise Nørgaard                | 1981               |
| 22.     | Det går jo godt           | 1945-1946 | Lise Nørgaard                | 1981               |
| 23.     | Mellem brødre             | 1946      | Lise Nørgaard                | 1981               |
| 24.     | New Look                  | 1947      | Lise Nørgaard                | 1982               |

## Udsendelser
Serien fik premiere 11. november 1978 og det sidste afsnit blev vist i 1982. Efterfølgende er serien genudsendt i 1984/85, 1989/90, 1997/1998, 2006/07, 2012/2013, 2017 og 2020. I alt er serien blevet sendt otte gange på DR.
Den 6. maj 2017 sendtes første afsnit af en restaureret udgave i HD af Matador på DR1. Serien, der oprindeligt blev optaget på 16 mm film, er blevet indskannet og renset digitalt af Nordisk Film ShortCut. Restaureringsprocessen er sket i samarbejde med Peter Klitgaard, der var cheffotograf under den originale indspilning, og som har sikret, at den nye udgave er i overensstemmelse med instruktør Erik Ballings oprindelige udtryk og stemning. For at imødekomme moderne tv-skærme er negativet blevet beskåret anderledes (14:9) end det oprindelige 4:3-format, hvilket betyder smallere sorte bjælker i siderne pga. en større beskæring i top og bund i forhold til det originale format. Til gengæld kan man nu se dele af billedet i siderne, som tidligere har været skåret væk.

## Modtagelse
Mens seerne hurtigt tog serien til sig, var bl.a. Radiorådet utilfreds med den dyre serie, der kostede en million kr. pr. afsnit. Internt i DR var der også spændinger, idet Matador var den hidtil største produktion, der blev produceret eksternt hos Nordisk Film og ikke af DR's egne folk. Seriens fortsættelse udover de seks afsnit, der blev produceret ad gangen, var derfor usikker, hvilket er årsagen til, at afsnit 6, 12 og 18 har en afsluttende karakter – forfatterne vidste simpelthen ikke, om serien skulle fortsætte.
Serien er blevet en dansk klassiker og en af Danmarks Radios største tv-succeser nogensinde, der bogstaveligt talt lagde gaderne øde. Ved genudsendelsen i 1986 blev et enkelt afsnit set af 3,6 mio. seere, hvilket er det højeste seertal målt i Danmark nogensinde.
Selv ved den sjette genudsendelse i 2006/2007, hvor DR ikke længere var den eneste danske tv-kanal, trak hvert afsnit stadig over en million seere. Da serien blev genudsendt i 2012/13, trak første afsnit 967.000 seere til.
Serien er solgt til en lang række lande og udkom desuden i 2001 på 12 dvd'er, hvoraf der er solgt over 3 millioner eksemplarer (pr. primo 2011), hvilket gør det til den bedst sælgende dvd i Danmark. I 2013 udkom en udgave på 10 dvd'er, inkl. en dvd med ekstra-materiale. I 2017 udkom en nyrestaureret version på 10 blu-ray diske. (Denne har dog ikke ekstra-materiale).
Som et af 15 værker er Matador i kategorien "film" i Kulturministeriets Kulturkanon fra 2006.
I udvalgets begrundelse hed det, at Matador var "uomgængelig", "den største danske filmfortælling, der til dato er lavet" og "en unik præstation".
Flere seere er blevet dybt påvirket af serien; det ses af at flere skuespillere kan berette om møder med kritiske seere. For eksempel oplevede John Martinus, der spillede nazisten Holger Jørgensen, at blive spyttet på af en mand. Pga. sin rolles utroskab oplevede Holger Juul Hansen at blive overfuset af en kvinde.

## Anakronismer og andre fejl
Med den store bevågenhed som tv-serien fik var mange seere opmærksomme på fejl, hvor den fiktive historie refererer forkert til virkelighedens verden.
En ofte fremdraget anakronisme er fra den 16. episode med titlen "Lauras store dag", hvor salmenumrene, der vises i få sekunder under en scene fra Holmens Kirke, er fra en for moderne version af Den Danske Salmebog. Nørgaard havde selv været opmærksom på at nye salmebøger var indført, men en tjenstvillig kordegn gjorde en bjørnetjeneste ved at slå de moderne salmenumre op på kirkens tavle.
I 7. episode siger Maude til Hans Christian, at Fru Fernando Møhge har fødselsdag den 27., på kagen i slutningen af episoden står "6. november 1933".
En avisartikel i sammen afsnit der beskriver Møghes fødselsdag er en tekst om Johannes V. Jensens roman Dr. Renaults Fristelser, og den er ydermere benyttet anakronistisk da bogen udkom i 1935, mens afsnittets handling er lagt i 1933.
Et par diegetiske sange, der indgår i handlingen er også anakronistiske.
Foruden Rødes sang af Oskar Hansens De tre musikanter, så spiller en spilledåse melodien Edelweiss fra musicalen The Sound of Music, der er fra 1959.
Fuglelyde fra gulspurve er brugt forkert efter årstiden.
I afsnittet "Lauras store dag" er skilderhusene på Amalienborg forsynet med Dronning Margrethes monogram. I virkeligheden var Christian X konge på det tidspunkt. I samme afsnit fremgår det, at Laura har været ansat i 25 år hos Varnæs, men i "Komme fremmede", som foregår i 1934 nævner Laura, at hun har været sammenlagt 17 år i huset, mens "Lauras store dag" foregår i 1940, hvilket sammenlagt kun giver 23 år.
Det er de samme heste, der ses i gadebilledet gennem hele serien.
I seriens næstsidste afsnit, der foregår i 1946, hævder Gustav Friis, at han har fået ansættelse i Forsvarsministeriet. Dette navn indførtes først i 1950, fire år senere, efter sammenlægning af Krigsministeriet og Marineministeriet.
Allerede i 1903 skiftede latinskolerne navn til gymnasier, men betegnelsen latinskole overlevede i folkemunde, så der er formentlig tale om en bevidst anakronisme, ligesom omtalen af konservative som "højrefolk".
En mere korrekt betegnelse for Regiment Nordland er Frikorps Danmark eller SS Division Wiking.
I afsnittet "Fødselsdagen" - ses en gadescene, hvor det tydeligt kan observeres, at det sidste hus på højre side ikke har noget tag. Endelig er skiltene på Korsbæk Jernbanestation forkerte: "udgang" / "rejsegods" er skrevet med forkert skrifttype - og i øvrigt var der aldrig punktum efter tekst på DSB's skiltning.[kilde mangler]
Hans-Christian omtaler i et afsnit, at Fru Graa gerne vil en tur til Amerika med det “nye skib, Queen Mary”. Afsnittets handling foregår i 1932 og RMS Queen Mary sejlede først på sin jomfrurejse i 1936.

### Ikke-fejl
Der er gennem tiden blevet udpeget fejl, som ikke er fejl. Et meget udbredt eksempel stammer fra den 4. episode, hvor de to Møhger står på en træbro og lurer på Elisabeth Friis og Kristen Skjern. Her hævdes det gerne, at der i baggrunden kan anes et motorvejsskilt, som jo ikke fandtes i 1931. Der er dog ikke tale om et motorvejsskilt, men en kran-lignende konstruktion. I den pågældende scene spadserer Elisabeth og Kristen langs nordsiden af Køge Å, hvor de gående mod øst kommer til den hvide træbro, Høllingers Bro, som fører over åen ved Åvænget og Å-grunden. Kameraet panorerer fra syd mod sydøst og henover broen, og i baggrunden ses den gamle kran-lignende konstruktion. Den findes ikke længere, men kan ses på ældre flyfotos, hvor den er placeret ved nuværende adresse Toldbodvej 20 i Køge. Danmarks Radio har også tidligere kommenteret, at der er tale om en kran og ikke et motorvejsskilt. Nærmeste motorvej ligger mere end 3,5 km væk, og stort set i den modsatte retning af kameravinklen mod den kran-lignende konstruktion.

## I populærkulturen
Grundet seriens store popularitet har den været dannet grundlag andre underholdningsprogrammer, parodier og spil.
Der er også udgivet en række genstande fra serien, heriblandt en udgave af Korsbæk Tidende (trykt i 1981 af BT), en sparebøsse fra Omegnsbanken og en platte i 200 eksemplarer fra Nordisk Film med motiv af Daniel Skjern på trappestenen fra episode 1 og teksten "Matador 1978-1981".
I 1979-1980 havde den danske rockgruppe Shu-bi-dua indspillet en parodi på tv-serien kaldet Metadon, som blev vist mellem første og anden akt af deres koncerter. Den blev instrueret af Ole Roos, og DR blev så begejstrede for produktionen, at de viste den i bedste sendetid, mens bandet var på turné.
Den 23. maj 1998 sendt DR programmet Mer' Matador med Jarl Friis-Mikkelsen som vært, hvor Lise Nørgaard gav et bud på, hvad der videre ville ske med karaktererne efter serien slutter. Ligeledes var en række af skuespillerne med i studiet for at give deres bud på det videre forløb. De medvirkende var Per Pallesen, Ghita Nørby, Niels Martin Carlsen, Helle Virkner, Jesper Langberg, Holger Juul Hansen, John Hahn-Petersen, Malene Schwartz, Elin Reimer, Kirsten Olesen, Vera Gebuhr, Axel Strøbye, Ulla Henningsen, Kurt Ravn, Benny Hansen og Michael Bøjesen. Bent Fabricius-Bjerre spillede intromelodien. Dette skete i forbindelse med genudsendelsen af serien 1997/1998 var blevet afsluttet, og programmet varede 86 minutter.
I Anders Thomas Jensens film Blinkende Lygter (2000) ser de fire hærderede kriminelle Matador, da deres leder mener at de skal have noget "dansk kultur", mens de gemmer sig for en gangsterboss i et gammelt hus i en skov ved Fredericia.
I 2005 blev brætspillet MATADOR – et spørgsmålsspil om Korsbæk lanceret i et samarbejde mellem BRIO og DR.
Komikerkvartetten Ørkenens Sønner indspillede en parodi på samme serie, kaldet Metadon, til deres show En sang fra de varme lande fra 2007, som blev vist i mindre klip i showet. Ligeledes i 2007 havde musicalen Matador premiere den 12. juni i Operaen i København. Allerede før premieren havde 62.000 personer købt billet. Matador Musical gik i to sæsoner og solgte 85.000 billetter. Den fik repremiere i 2013 i Silkeborg. Kort før musicalen fik premiere i 2007 lancerede årets Cirkusrevy en 10 minutter lang parodi: "En urpremiere".
I 2015 åbnede Korsbæk på Bakken som en del af forlystelsesparken Dyrehavsbakken. Her blev vigtige lokationer i serien genopført, og området dækker omkring 2.500 m2. Det er primært et restaurationsområde og kostede omkring 100 mio. kr. at opføre.
I 2017 og 2018 producerede DR to sæsoner af podcasten Meget mere Matador, hvor værten Cecilie Nielsen sammen med forskellige gæster diskuterede de 24 episoder i Matador. Podcasten blev meget populær, og de to første afsnit blev de mest downloadede podcasts i Danmark. I serien medvirker en lang rækker mennesker, der ligesom Nielsen selv er begejstrede for serien. Disse tæller bl.a. daværende statsminister Lars Løkke Rasmussen, professor i filosofi Vincent F. Hendricks, komiker Nikolaj Stokholm og Anne Bakland. I 2020 kom sæson 2 med fire specialafsnit, hvor et bestemt emne blev diskuteret på tværs af alle episoderne. I 2021 og 2022 blev dette gentaget.
I 2018 lavede James og Adam Price et julespecial-afsnit til 10. sæson af deres madprogram Spise med Price kaldet "Jul i Lauras køkken", hvor de lavede julemad som de forestillede sig at Laura ville lave den. Afsnittet blev optaget i Korsbæk på Bakken, og skuespillerne Per Pallesen, Kirsten Olesen, Malene Schwartz og Ulla Henningsen medvirkede som gæster.
I 2019 var et afsnit af quizprogrammet Hvem var det nu vi var dedikeret med matador. Quizzen havde Joakim Ingversen som vært og de to hold bestod af hhv. Steen Langeberg og Sophie Løhde på det ene hold og Annette Heick og Frederik Cilius på det andet. Førstnævnte hold vandt.
Ved Lise Nørgaards død i januar 2023 sendte DR et mindeprogram om Nørgaard, som blev optaget på Korsbæk på Bakken. Værterne var Johannes Langkilde og Cecilie Nielsen, og blandt indslagene skulle Nielsen sammen med Tony Scott, Anne Bakland, Lars Løkke Rasmussen og Janus Madsen, der alle havde medvirket i hendes podcast Meget mere Matador beslutte sig for hvilket citat fra Matador, der skulle på en mindeplade. Kurt Ravn medvirkede også i programmet og sang "Visen om de tre Musikanter".
I december 2023 sendte DR programmet Matador på menuen i to afsnit, anden sæson i serien Berømte Måltider, med Adam Price og Frederikke Legaard som værter. Her genskabte de mad med inspiration fra serien. Programmet fik fem ud af seks hjerter på siden Vi Elsker Serier.

### Bøger
Der er udgivet en række bøger om serien eller med afsæt i serien:
- Grubb, Ulrik, m.fl.: Matador – og vor egen tid (Munksgaard, 1996) ISBN 978-87-1611-475-4
- Jensen, Jacob Wendt Jensen og Monggaard, Christian: Matador (Book Lab, 2020) ISBN 978-87-9409-100-8
- Kuskner, Per: Matador – mennesker, myter og minder (People’s Press, 2011) ISBN 978-87-7238-565-5
- Madsen, Janus: Matador og besættelsestiden (DR Multimedie, 1998) ISNB 978-87-7047-671-3
- Melchior, Dan (i samarbejde med Nørgaard): Juletraditioner med MATADOR (DR Multimedie, 2006) ISBN 978-87-7680-212-7
- Nørgaard, Lise: Et liv med Matador (DR Multimedie, 2003) ISBN 978-87-0240-945-1
- Nørgaard, Lise og Reimer, Elin: Lauras gæstebud (DR Multimedie, 2004) ISBN 978-87-7680-309-4
- Nørgaard, Lise og Balling, Erik: Historien om Matador (Danmarks Radios Forlagsvirksomhed, 1989) ISBN 978-87-7880-949-0
- Nørgaard, Lise og Sloth, Peter: Matador. Hverdagshistorie 1929-1947 (Danmarks Radio, 2006) ISBN 87-7680-207-8
- Nørgaard, Lise: Maden fra Matador (Gyldendal, 2023) ISBN 978-87-0240-849-2
- Regnar, Hanne: Kender du Matador (Lærernes Materialesamling, 1994) ISN 978-87-7476-233-1
- Risvig, Ronald: Matador og Kristendom (2015) ISBN 978-87-9985-780-7